# لوگان (یوتا)
لوگان (به انگلیسی: Logan) شهری در ایالت یوتا کشور ایالات متحده آمریکا است که جمعیت آن در سرشماری سال ۲۰۱۰ میلادی، ۴۸٬۱۷۴ نفر بوده‌است.